# Bieletă de direcție
Bieleta de direcție este o bară metalică echipată de obicei cu un capăt oscilant, făcând parte din ansamblul de direcție al unui vehicul. Asigură legătura între caseta de direcție a vehiculului și capătul de bară pivotant. În general, un vehicul are două bielete de direcție - una spre roata viratoare din stânga, alta spre roata viratoare din dreapta. Unul din capetele bieletei de direcție este prevăzut cu filet exterior sau interior, iar celălalt capăt cu o articulație sferică. Odată cu apariția unei uzuri vizibile la articulația sferică, se recomandă înlocuirea bieletei respective. Neînlocuirea imediată a bieletei de direcție uzate poate duce la separarea celor două piese mobile, având ca efect pierderea controlului vehiculului în mers prin răsucirea bruscă a roții aferente bieletei defecte. 
În cazul deformării bieletei de direcție în urma unui accident, înlocuirea acesteia este recomandată. De asemenea, neînlocuirea bieletelor deformate ori uzate duce la deteriorarea geometriei roților viratoare, având ca efect o uzură prematură a anvelopelor apariția unor zgomote neplăcute la trecerea roților peste denivelări și pierderea preciziei direcției în viraje.